# Yamakawa Desheun Ryo
Desheun Ryo Yamakawa (sinh ngày 21 tháng 4 năm 1997) là một cầu thủ bóng đá người Nhật Bản.

## Sự nghiệp câu lạc bộ
Desheun Ryo Yamakawa đã từng chơi cho FC Ryukyu.